# دوايت جيمس
دوايت جيمس (بالإنجليزية: Dwight James)‏ (1 يناير 1978 بباربادوس - ) هو لاعب كرة قدم باربادوسي في مركز الدفاع. شارك مع منتخب باربادوس لكرة القدم. أما مع النوادي، فقد لعب مع Youth Milan FC ‏ وNotre Dame SC ‏.

## وصلات خارجية
- دوايت جيمس على موقع قاعدة بيانات كرة القدم.إي يو (الإنجليزية)
- دوايت جيمس على موقع ناشيونال فوتبول تيمز (الإنجليزية)